# Phong Thạnh, Giá Rai
Phong Thạnh là một xã cũ thuộc thị xã Giá Rai, tỉnh Bạc Liêu, Việt Nam.

## Địa lý
Xã Phong Thạnh nằm ở phía bắc thị xã Giá Rai, có vị trí địa lý:
- Phía đông giáp xã Phong Tân
- Phía tây giáp xã Phong Thạnh Tây và huyện Phước Long
- Phía nam giáp xã Phong Thạnh A
- Phía bắc giáp huyện Phước Long.

Xã Phong Thạnh có diện tích 46,07 km², dân số năm 2022 là 13.638 người, mật độ dân số đạt 296 người/km².

## Hành chính
Xã Phong Thạnh được chia thành 7 ấp: 19, 19A, 20, 21, 23, 24, 25.

## Lịch sử
Dưới thời nhà Nguyễn, Phong Thạnh là tên một thôn thuộc tổng Long Thủy, huyện Long Xuyên, phủ An Biên, tỉnh Hà Tiên.
Năm 1896, tổng Long Thủy trực thuộc hạt tham biện Bạc Liêu.
Năm 1899, tổng Long Thủy trực thuộc quận Cà Mau, tỉnh Bạc Liêu.
Ngày 24 tháng 9 năm 1938, tổng Long Thủy được sáp nhập vào quận Giá Rai. Quận lỵ Giá Rai đặt tại làng Phong Thạnh thuộc tổng Long Thủy.
Dưới thời Việt Nam Cộng hòa, xã Phong Thạnh vẫn là nơi đặt quận lỵ quận Giá Rai.
Sau năm 1975, xã Phong Thạnh thuộc huyện Giá Rai, tỉnh Minh Hải.
Ngày 4 tháng 4 năm 1979, Hội đồng Chính phủ ban hành Quyết định số 142-CP về việc chia xã Phong Thạnh thành 4 xã: Thạnh Hòa, Thạnh Phú, Thạnh Bình và Phong Thạnh.
Ngày 14 tháng 2 năm 1987, Hội đồng Bộ trưởng ban hành Quyết định số 33B-HĐBT về việc:
- Giải thể xã Thạnh Hòa để sáp nhập vào xã Phong Thạnh và xã Thạnh Phú.
- Đổi tên xã Thạnh Phú thành xã Thành Hòa.

Xã Phong Thạnh có 3.555 ha đất và 7.145 nhân khẩu.
Xã Thạnh Hòa có 1.656 ha đất và 3.310 nhân khẩu.
Ngày 13 tháng 4 năm 1991, Ban Tổ chức Chính phủ ban hành Quyết định số 183/QĐ-TCCP về việc sáp nhập xã Thạnh Hòa vào xã Phong Thạnh.
Ngày 6 tháng 11 năm 1996, Quốc hội ban hành Nghị quyết về việc chia tỉnh Minh Hải thành tỉnh Bạc Liêu và tỉnh Cà Mau. Khi đó, xã Phong Thạnh thuộc huyện Giá Rai, tỉnh Bạc Liêu.
Ngày 24 tháng 12 năm 2003, Chính phủ ban hành Nghị định số 166/2003/NĐ-CP về việc thành lập xã Phong Thạnh A trên cơ sở 3.800 ha diện tích tự nhiên và 9.271 nhân khẩu của xã Phong Thạnh.
Sau khi điều chỉnh địa giới hành chính, xã Phong Thạnh còn lại 4.124 ha diện tích tự nhiên và 10.061 nhân khẩu.
Ngày 15 tháng 5 năm 2015, Ủy ban Thường vụ Quốc hội ban hành Nghị quyết số 930/NQ-UBTVQH13 về việc thành lập thị xã Giá Rai thuộc tỉnh Bạc Liêu. Xã Phong Thạnh trực thuộc thị xã Giá Rai.